# Samaridae
Famille
Les Samaridae sont une famille de poissons pleuronectiformes (c'est-à-dire des poissons plats ayant des côtés dissemblables).

## Liste des genres
Selon World Register of Marine Species (13 février 2021) :
- genre Plagiopsetta Franz, 1910
- genre Samaretta Voronina & Suzumoto, 2017
- genre Samaris Gray, 1831
- genre Samariscus Gilbert, 1905